# カメルーンの大学一覧
カメルーンの大学一覧では、カメルーン共和国に存在する大学を一覧にまとめた。

## 国立大学
- ヤウンデ第一大学 (Université de Yaoundé I)
- ヤウンデ第二大学 (Université de Yaoundé II)
- ドゥアラ大学 (Université de Douala)
- ブエア大学 (Université de Buéa)
- ジャング大学 (Université de Dschang)
- ンガウンデレ大学 (Université de Université de Ngaoundéré)

## 私立大学
- モンターニュ大学 (Université des Montagnes)
- 中部アフリカ・カトリック大学 (niversité Catholique de l'Afrique Centrale)